# Karel Sperber
MUDr. Karel Sperber OBE (16. března 1910 Tachov –1957) byl československý lékař židovského původu.
Narodil se v Tachově do židovské rodiny. Studoval na německém gymnáziu v Plzni. Poté vystudoval medicínu na německé univerzitě v Praze a ve Vídni. Po dvouleté prezenční vojenské službě zakončené v hodnosti podporučíka zdravotnictví v záloze nastoupil v lednu 1938 do Baťovy nemocnice ve Zlíně na pozici externího lékaře. Ve Zlíně krátce bydlel v moderním domě Františka Nohála na rozhraní třídy Tomáše Bati a ulice Potoky. Jako další židovští lékaři si však včas zařídil vystěhovalecký pas a oficiálně "na vlastní žádost" ukončil svou velmi krátkou kariéru lékaře. 

V dubnu 1939 emigroval do Velké Británie. 12. září 1939 se přihlásil do řad československé armády jako lékař. Těch byl v tom období však nadbytek, a tak našel místo chirurga u liverpoolské společnosti Alfred Holt & Co., India Buildings. V jejích službách se plavil na britské obchodní a nákladní lodi SS Automedon směřujcí na Dálný východ. Loď však byla 11. listopadu 1940 v Indickém oceánu u ostrova Sumatra torpédována německým pomocným křižníkem Atlantis, maskovaným za civilní plavidlo. Byl spolu s celou posádkou zajat a deportován do zajateckého tábora v Bordeaux. Jako protektorátní Žid byl 13. prosince 1942 eskortován do Osvětimi, kde vykonával otrockou práci v nemocničním bloku. Stal se tam svědkem experimentů nacistických lékařů, o čemž po válce přinesl důležité svědectví. Roku 1944 pracoval ve vězeňské nemocnici koncentračního tábora Osvětim III. Při evakuaci Osvětimi v lednu 1945 se dostal do koncentračního tábora Buchenwald, kde byl osvobozen americkými jednotkami. 

Po skončení války odešel do Anglie a opět nastoupil jako šéflékař na námořní loď. Za své válečné aktivity obdržel v roce 1947 Československý válečný kříž a medaili Za zásluhy I. stupně. 

Zemřel předčasně roku 1957 na Hodgkinovu chorobu v Ghaně ve věku 47 let.